# NGC 1778
NGC 1778 је расејано звездано јато у сазвежђу Кочијаш које се налази на NGC листи објеката дубоког неба.
Деклинација објекта је + 37° 1' 24" а ректасцензија 5h 8m 5,0s. Привидна величина (магнитуда) објекта NGC 1778 износи 7,7. NGC 1778 је још познат и под ознакама OCL 429.